# Södra Oxfjälltjärnen
Södra Oxfjälltjärnen är en sjö i Dorotea kommun i Lappland och ingår i Ångermanälvens huvudavrinningsområde. Sjön har en area på 0,0968 kvadratkilometer och ligger 539,1 meter över havet. Södra Oxfjälltjärnen ligger i Oxfjället Natura 2000-område.

## Delavrinningsområde
Södra Oxfjälltjärnen ingår i det delavrinningsområde (717327-148089) som SMHI kallar för Utloppet av Södra Oxfjälltjärnen. Medelhöjden är 602 meter över havet och ytan är 1,31 kvadratkilometer. Det finns inga avrinningsområden uppströms utan avrinningsområdet är högsta punkten. Vattendraget som avvattnar avrinningsområdet har biflödesordning 3, vilket innebär att vattnet flödar genom totalt 3 vattendrag innan det når havet efter 272 kilometer. Avrinningsområdet består mestadels av skog (88 procent). Avrinningsområdet har 0,1 kvadratkilometer vattenytor vilket ger det en sjöprocent på 7,3 procent.